# 约翰·戈特洛布·特埃努斯·施奈德
约翰·戈特洛布·特埃努斯·施奈德（德語：Johann Gottlob Theaenus Schneider，1750年1月18日—1822年1月12日）是一位德国古典学家和博物学家。

## 生平
施耐德出生于德国萨克森，1774年，他获得克里斯蒂安·戈特洛布·海涅的介绍，成为著名施特拉斯堡学者里夏尔·弗朗索瓦·布伦克的秘书。1811年他在布雷斯劳大学担任古语言和口才学教授，1816年升任图书馆馆长，直至1822年于布雷斯劳逝世。

## 著作
他众多成就中最突出的是他的希腊语译德语字典《Kritisches griechisch-deutsches Handwörterbuch》（1797年－1798年），是继亨利·艾蒂安的词典《Thesaurus》和所有在弗朗茨·帕索的基础上后续出版的希腊语词典（也包括现代标准版的《希腊语词典》）之后第一本独立完成的著作。其中专门的改进包括引入与自然史和科学有关的单词和短语。
1801年，他修正并扩写重新出版的馬庫斯·埃利澤·布洛赫《Systema Ichthyologiae iconibus cx illustratum》，该书是一本著名的鱼类手册，配有精美的插图，也被引用作为很多鱼种分类的权威来源。
古代作者的科学文献吸引了他的目光。

## 所命名的分類
（列表可能不完整）
- 67个约翰·戈特洛布·特埃努斯·施奈德命名的分類單元